# Joël-François Durand
 (février 2007).
Améliorez-le ou discutez des points à vérifier. 
Joël-François Durand, né le 17 septembre 1954 à Orléans, est un compositeur français.

## Biographie
Après avoir suivi des études de mathématiques, d'éducation musicale et de piano à Paris, il étudie la composition avec Brian Ferneyhough à la Musikhochschule de Freiburg im Breisgau, Allemagne (1981-84). Entre 1979 et 1984, il suit des masterclass avec György Ligeti, Luciano Berio et Luigi Nono. En 1982, il reçoit une bourse du DAAD (Centre d'Échanges Académiques allemand) pour poursuivre ses études. La même année, il reçoit une bourse de l'Institut des Darmstadt Internationalen Ferienkurse, à la suite de la création de son Trio à Cordes par les membres du Quatuor Arditti (Darmstadt, 1982). En 1983, son œuvre pour piano seul "...d'asiles déchirés..." est primée au Troisième Concours International de Composition K.H. Stockhausen de Brescia (Italie). Entre 1979 et 1981 il est résident à la Cité des Arts, à Paris. Il quitte l'Europe en 1984 pour poursuivre un doctorat en composition à l'Université de New York, Stony Brook (USA), où il étudie la composition avec Bülent Arel et la musique électronique avec Daria Semegen. Pendant cette période, Durand reçoit des bourses de la Fondation Fulbright (1984) et du Ministère de la Culture (1985). Il reçoit le "Kranichsteiner Musikpreis" des Darmstadt Internationalen Ferienkurse en 1990.
Durand enseigne à l'École de Musique de l'Université de Washington à Seattle, depuis 1991, où il est Professeur de Composition. Depuis 2002, il est aussi Directeur Adjoint de l'École de Musique. Durand a enseigné la composition et donné des masterclass et de nombreuses conférences sur sa musique en Europe et aux États-Unis, y compris au Centre de la Voix à Royaumont (1993), à la Civica Scuola di Musica de Milan (1995), à la Royal Academy for Music à Londres (1997), aux Internationale Ferienkurse für Neue Musik, Darmstadt (1984, 1990, 1992, 1994), aux VIII. Internationaler Meisterkurs für Komposition des Brandenburgischen Colloquiums für Neue Musik, Rheinsberg (1998), à la Washington State University, Pullman, WA (2004) et à Stanford University (2006). À l'automne 1994 il était Visiting Assistant Professor de Composition à l'Université de Californie à San Diego.
La musique de Joël-François Durand a été commandée et exécutée par de nombreux ensembles en Europe, aux États-Unis, ainsi qu'au Brésil, au Japon et en Corée, y compris par l'Ensemble intercontemporain, le London Sinfonietta, Ensemble Contrechamps, JACK Quartet, Quatuor Diotima, Quatuor Arditti, ASKO, Nieuw Ensemble, Ensemble Köln, Ensemble Recherche, musikFabrik, New York Philomusica, Counter)Induction, EarPlay, Talea Ensemble, BBC Symphony Orchestra, Orchestre philharmonique de Radio France, Deutsches Symphonie Orchester Berlin.
Il a publié une analyse de la Sonate pour piano de Jean Barraqué (Entretemps, 1987), et un essai sur la musique de Ruth Crawford Seeger ("Voix Nouvelles 92", Royaumont).
Un livre sur sa musique, "Joël-François Durand In the Mirror Land", édité par Jonathan W. Bernard, est sorti en automne 2005 à l'University of Washington Press, en collaboration avec Perspectives of New Music.
Parallèlement à ses activités de compositeur, il a entrepris depuis 2009 des recherches approfondies pour développer un bras de lecture pour système audio haut de gamme, le Talea (disponible sur le marché depuis mars 2010). Il fonde une société, Durand Tonearms LLC, pour commercialiser ce modèle. Un autre modèle, de plus haute qualité, le Telos est introduit sur le marché en automne 2011. Enfin, un troisième modèle, le Kairos est présenté au High-End 2014 de Munich en mai 2014.

## Œuvres
- Trio à Cordes (1981); 7 min. Création de la première version: membres du Quatuor Arditti aux Internationale Ferienkurse für Neue Musik in Darmstadt (Allemagne), 1982. Création de la version finale par le Trio à Cordes de Paris en 1984; Éditeur: DURAND Éditions Musicales, 1990, Paris (D.& F. 14404)
- "Roman" (1982) pour violon; 8 min. Création par Roger Redgate à Turin (Italie), 1982; Éditeur: DURAND Éditions Musicales, 1990, Paris (D.& F. 14407) (rév. 2000)
- "...d'asiles déchirés..." (1983) for piano; 12 min. Primé au 3e Concours de Composition K.H. Stockhausen de Brescia, Italie, en 1983; Création par Antonio Bacchelli à Bergamo (Italie), 1983; Éditeur: DURAND Éditions Musicales, 1990, Paris (D.& F. 14405) (rév. 2006)
- "So er" (1985) pour 20 instruments; 11 min. Commande de l'European Community Youth Orchestra (Londres); Création: European Community Youth Orchestra, dirigé par Lutz Köhler, à Asolo et Verona, Italie, 1985. La version finale fut écrite à la demande de la Biennale de Venise en 1985, où elle fut créée par l'ASKO Ensemble, dirigé par Denis Cohen
- "Trois Mélodies" (1986) pour mezzo soprano et 5 instruments; 6 min. Création par les Stony Brook Contemporary Chamber Players, dirigés par Joël-François Durand au Symphony Space, New York, 1986; Éditeur: DURAND Éditions Musicales, 1993, Paris (D.& F. 14619)
- "Lichtung" (1987) pour 10 instruments; 13 min. Commande de l'Ensemble Intercontemporain (Paris); Création: Ensemble Intercontemporain dirigé par Lothar Zagrosek, Théâtre du Rond-Point, Paris, 1987; Éditeur: DURAND Éditions Musicales, 1993, Paris (D.& F. 14620)
- "Die innere Grenze" (1988) pour sextuor à cordes 23 min. Commande du Ministère de la Culture, Paris, pour le "Sextuor Schoenberg"; Création: Sextuor Schoenberg, Maison de la Radio, Paris, 1988; Éditeur: DURAND Éditions Musicales, 1989, Paris (D.& F. 14406)
- "L'exil du feu" (1991) pour 16 instruments et dispositif électronique; 22 min. Commande de l'IRCAM (Paris); Création: Ensemble Itinéraire dirigé par Mark Foster, Centre Georges Pompidou, Paris, 1991, Technique IRCAM
- "Un feu distinct" (1991) pour flûte, clarinette, piano, violon et violoncelle; 15 min. Commande de l'Ensemble Contrechamps; Création: Ensemble Contrechamps dirigé par Farad Mechkat à Genève (Suisse), 1992; Éditeur: DURAND Éditions Musicales, 1991, Paris (D.& F. 14546)
- "La mesure des choses I. La mesure de l'air" (1992) pour clarinette en si{\displaystyle \flat }; 12 min. Commande du Festival "Musica," Strasbourg; Création: Armand Angster, Festival Musica, Strasbourg (France), 1993; Éditeur: DURAND Éditions Musicales, 1992, Paris (D.& F. 14588) (rév. 2002)
- "B.F., ein Mittelpunkt" pour 8 instruments; 3 min. Création: Nieuw Ensemble dirigé par Ed Spanjaard, De IJsbreker, Amsterdam, 1993; Éditeur: DURAND Éditions Musicales, 1992, Paris (D.& F. 14474)
- Concerto pour piano et orchestre, 1993; 22 min. Commande de Radio-France; Création: Stefan Litwin, piano, et l'Orchestre Philharmonique de Radio France dirigé par Luca Pfaff, Festival Présences, Maison de Radio France, Paris, 1994; Éditeur: DURAND Éditions Musicales, 1993, Paris (D.& F. 14628)
- "La mesure des choses II. La mesure de la mer" (1993) pour piano; 9 min. Création par Laurent Philippe au Meany Theatre, Seattle, (USA), 1993; Éditeur: DURAND Éditions Musicales, 1995, Paris (D.& F. 14808)
- "Le chemin" (1994) pour piano; 19 min. Création: John-Paul Gandy, en l'église Cyprian, Londres, 1998; Éditeur: DURAND Éditions Musicales, 1994, Paris (D.& F. 14742)
- "Un chant lointain" (1995) pour carillon électronique; 4 min. Création: University of Washington, Seattle, (USA) 1995
- "Les raisons des forces mouvantes" (1996) pour orgue; 15 min. Création: Hans-Ola Ericsson aux “1. Internationale Woche für Neue Orgelmusik”, Trossingen (Allemagne), 1997
- "Par le feu recueilli" (1997) pour flûte; 10 min. Création: Felix Skowronek au Meany Theatre, Seattle, (USA), 1998
- "Au-delà, Cinq Études pour Piccolo" (1997-98); 8 min. Création de la première version: Katharina Zahn, en l'église St Cyprian, Londres, 1998; Création de la version finale: Camilla Hoitenga au LandMarks/EarMarks Festival, Duisburg (Allemagne), 1999; Éditeur: DURAND Éditions Musicales, 1998, Paris (D.& F. 15132)
- "Cinq Contes Musicaux" (1998) pour orchestre; 14 min. Création: Seattle Youth Symphony Orchestra dirigé par Jonathan Shames, Benaroya Hall, Seattle (USA), 1998
- "She or not" (1998) pour baryton; 9 min. Création: Reiner Holthaus au "VIII. Internationaler Meisterkurs für Komposition des Brandenburgischen Colloquiums für Neue Musik", Rheinsberg (Allemagne), 1998
- "La terre et le feu" (1999) pour hautbois et ensemble; 19 min. Création: Didier Pateau, hautbois, Ensemble Intercontemporain dirigé par Patrick Davin, Centre Georges Pompidou, Paris, 2000; Éditeur: DURAND Éditions Musicales, 1999, Paris (D.& F. 15219)
- "La mesure des choses III. La mesure de la terre et du feu" (1999) pour hautbois et alto; 12 min. Création: Alex and Marlise Klein au Benaroya Hall, Seattle, (USA), 2001; Éditeur: DURAND Éditions Musicales, 2000, Paris (D.& F. 15330)
- "Cinq Duos" (1999) pour violon et alto; 14 min. Création: Kyung Sun Chee, violon, Helen Callus, alto, au Meany Theatre, Seattle, (USA), 2002; Éditeur: DURAND Éditions Musicales, 2000, Paris (D.& F. 15373)
- "Athanor" (2000-2001) pour orchestre; 19 min. Commande de Radio France, Paris; Création: BBC Symphony Orchestra, Pierre-André Valade, Maida Vale Studios, Londres, 2003; Éditeur: DURAND Éditions Musicales, 2001, Paris (D.& F. 15416)
- "Tiodhlac" (2001) pour clarinette en si{\displaystyle \flat }; 3 min. Création: Roger Heaton à The Warehouse, Londres, 2001
- "In the mirror land" (2003) pour flûte et hautbois (existe également en versions pour flûte et clarinette en si{\displaystyle \flat }; et pour clarinette en si{\displaystyle \flat } et hautbois) 6 min. Création: Helen Bledsoe, flûte and Peter Veale, hautbois, au Brechemin Auditorium, Seattle, (USA), 2003
- "Ombre/Miroir" (2004) pour flûte et ensemble; 14 min. Commande de musikFabrik et Kunststiftung NRW; Création: Helen Bledsoe, flûte, musikFabrik dirigé par James Wood, WDR Studio, Cologne (Allemagne), 2004
- Quatuor à Cordes (2005); 21 min. Commande de la Beethovenfest 2005 pour le Quatuor Diotima; Création: Quatuor Diotima, Festival d'Automne de Budapest (Hongrie), 2005
- "Tiodhlac II" (2006) pour clarinette basse; 4 min.
- "Further Reflections on the Nature of the Mirror" (2006) pour flûte; 8 min.
- "Le Tombeau de Rameau" (2008) pour flûte, alto et harpe; 22 min. Création Seattle (USA), 2009
- "Hermetic Definition" (2013) pour 10 instruments; 25 min.; Création Talea Ensemble, Eduardo Leandro, Seattle (USA), 2013
- "Le Tombeau de Rameau II" (2013) pour piano; 25 min. Création Jonathan Shames, Norman (USA), 2013
- "Cage 100 Party Piece'' (2013) pour ensemble; 1 min. Création Ensemble Either/Or, dirigé par Richard Carrick, Leipzig (Allemagne), 2013
- "Le Tombeau de Rameau III" (2014) pour orchestre; 16 min. Création Benaroya Hall, Seattle (USA) par le UW Symphony Orchestra dirigé par David Rahbee, 2015
- "La mesure des choses IV. La mesure du temps" (2017) pour percussion; 13 min.
- "Tropes de : Bussy" (2017-18) pour orchestre; 25 min.

## Discographie
- Ombre/Miroir pour flûte et ensemble, Helen Belsoe (flûte), James Wood (direction) - musikFabrik, Wergo 6854 2 (2010)
- La Terre et le Feu - "Les raisons des forces mouvantes" - "La mesure des choses III. La mesure de la terre et du feu" - "Athanor", BBC Symphony Orchestra - London Sinfonietta - Gareth Hulse (hautbois) - Paul Silverthorne (alto) - Hans-Ola Ericsson (orgue), Mode 139 (2004)
- Concerto pour piano et orchestre - Trio à Cordes - Die innere Grenze, Deutsches Symphonie-Orchester Berlin, Stefan Litwin (piano), Bradley Lubman (direction) - Trio de l'Ensemble intercontemporain - Sextuor Schoenberg, Naive Montaigne Mo 782093 (1998)